# Relation faiblement additive
En économie, et dans le problème du partage équitable, une relation de préférence est une relation faiblement additive si la condition suivante est satisfaite : 
Si A est préféré à B et C est préféré à D (et que les contenus de A et C ne se chevauchent pas), alors A avec C est préférable à B avec D.
Toute fonction d'utilité additive est faiblement additive. Cependant, l'additivité n'est applicable qu'aux fonctions d'utilité cardinale, tandis que l'additivité faible est applicable aux fonctions d'utilité ordinales.
L'additivité faible est souvent une hypothèse réaliste lors du partage de biens entre les demandeurs,  et elle simplifie considérablement les mathématiques de certains problèmes de partage équitable. Certaines procédures de partage équitable n'ont pas besoin que la valeur des biens soit additive et ne nécessitent qu'une  additivité faible. En particulier, la procédure du gagnant ajusté (en) ne requiert qu'une faible additivité faible.

## Cas où l'additivité faible ne suffit pas
Les cas où les hypothèses sont insuffisantes sont les suivants :
- La valeur du groupe A et C est inférieure à la somme de leurs valeurs. Par exemple, deux versions du même CD peuvent ne pas avoir autant de valeur pour une personne que la somme des valeurs de CD pris séparément ; c'est-à-dire que A et C sont des biens de substitution (en).
- Les valeurs du groupe B et D est supérieures à la somme de leurs valeurs individuelles. Par exemple, deux serre-livres assortis peuvent avoir beaucoup plus de valeur que le double de la valeur de chaque serre-livres pris séparément ; en d'autres termes,  B et D sont des biens complémentaires (en) .

L'utilisation d'argent comme compensation peut souvent transformer des cas réels comme ceux décrits précédemment en des situations auxquelles la condition d'additivité faible est satisfaite même si les valeurs ne sont pas exactement additives.
La valeur d'un type de biens — prenons par exemple des chaises — peut dépendre de la possession préalable de certains de ces biens ; on parle alors d'utilité marginale.

## Article lié
- Responsive set extension (en)